# Templo de Billings
El Templo de Billings, Montana, es uno de los templos construidos y operados por la Iglesia de Jesucristo de los Santos de los Últimos Días, el número 66 construido por la iglesia y el primero de Montana, construido al este de ese estado en la ciudad de Billings.
El templo de Billings es utilizado por miembros repartidos en estacas afiliadas a la iglesia al norte de Wyoming y Montana, incluyendo la capital del estado Helena, una región de unos 60 mil miembros SUD.

## Anuncio
Los planes de construir un templo en Montana fueron anunciados por la Primera Presidencia de la iglesia SUD en agosto de 1996. En la Conferencia General en octubre de 1998, la Primera Presidencia de la iglesia SUD anunció los planes de construir templos nuevos de menor tamaño con el fin de completar la meta del entonces presidente de la iglesia Gordon B. Hinckley de tener construidos 100 templos alrededor del mundo para fines del año 2000. El templo de Billngs fue diseñado con menores proporciones pero a diferencia de los templos más pequeños, el templo de Billings cuenta con servicio de lavandería, un vestuario para novias y renta de ropa ceremonial.
Seguido el anuncio público, la iglesia en ese país buscó un terreno adecuado y tras buscar varios puntos, decidió construir el templo religioso en un terreno de 2,8 hectáreas donado a la iglesia por los oficiales de la ciudad, a orillas del río Snake. La ceremonia de la primera palada tuvo lugar un día nevado de la primavera de 1998, asistiendo a ella unos 4.800 fieles.

## Construcción

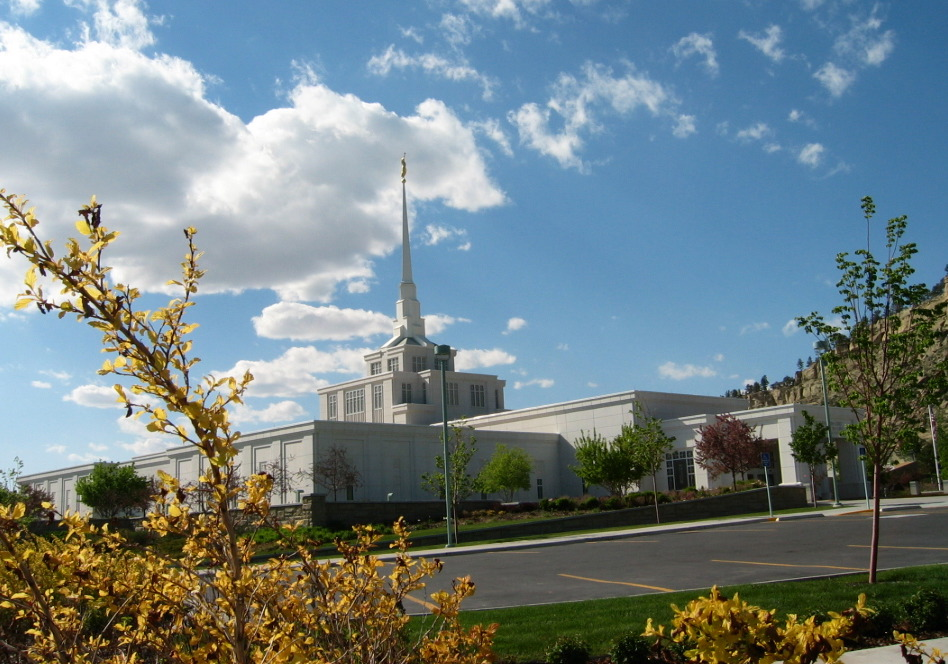
Vista de un costado del templo de Billings, Montana.

Los templos de la Iglesia de Jesucristo de los Santos de los Últimos Días son construidos con el fin de proveer ordenanzas y ceremonias consideradas sagradas para sus miembros y necesarias para la salvación individual y la exaltación familiar.
El templo de Billings tiene un total de 3.140 metros cuadrados de construcción, cuenta con dos salones para ordenanzas eclesiásticas SUD y tres salones de sellamientos matrimoniales. El exterior del templo es de concreto armado, revestido con dolomita y acabado con arenisca de un diseño arquitectónico característico de un solo pináculo, sobre el que se asienta un modelo de la estatua del ángel Moroni.
El chapitel, coronada por una estatua del ángel Moroni, se eleva desde una torre escalonada frente a rejillas de ventilación con persianas que dan la apriencia de ser ventanas cerradas. El extremo oeste del edificio de una sola planta se ve acentuado por un ventanal con vitrales de colores. Los muros de contención y los cimientos de las cercas están construidos con piedras manufacturadas pintadas para que coincidan con los prominentes acantilados de 300 pies (91,4 m) de altura que bordean la parte trasera de la propiedad del templo.
Como es tradicional, el templo cuenta con un baptisterio para el bautismo por los muertos. Adyacente al templo la iglesia ubicó un centro de distribución de materiales religiosos y ropa ceremonial. El terrerno del templo no contaba con un centro de estaca adyacente hasta 2015 cuando la iglesia hizo la propuesta a la municipalidad para la construcción de una capilla de 16 000 pies cuadrados (1486,4 m²).

## Dedicación
El templo SUD de Billings, Montana fue dedicado para sus actividades eclesiásticas del 20 al 21 de noviembre de 1999, por el entonces presidente de la iglesia SUD Gordon B. Hinckley. Antes de  ello, del 8 al 23 de octubre de ese mismo año, la iglesia permitió un recorrido público de las instalaciones y del interior del templo al que asistieron unos de 68.450 visitantes. Unos 12.000 miembros de la iglesia e invitados asistieron a la ceremonia de dedicación, que incluye una oración dedicatoria.